# Ctenidio
Lo ctenìdio  (dal vocabolo greco "κτείς" = "pettine" ed il suffisso diminutivo -ídion, quindi "piccolo pettine", "pettinino") è in genere una parte anatomica che richiama per certi aspetti la forma o l'idea di un pettine (solitamente perché munita di più o meno numerosi e fitti dentelli, ciglia o lamelle). Il termine è perciò applicabile e applicato a forme e strutture anatomiche diverse e in diversi animali.
Dal sostantivo ctenìdio deriva l'aggettivo ctenidàle, che ha il significato di "relativo allo ctenidio o agli ctenidi" (come nel caso dei "vasi ctenidali" afferenti o efferenti dei molluschi), ma esiste anche l'aggettivo ctenòide che, discendendo direttamente dal greco ktenós = pettine ed èidos = specie o somiglianza, significa "simile a un pettine" (come nella "scaglia ctenoide" dei pesci ossei).

## Nelle pulci

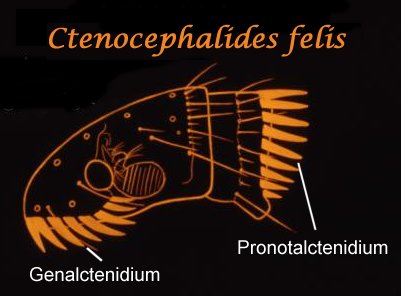
Schema della testa di una pulce del gatto in cui sono evidenziati due tipi di ctenidio, quello genale e quello pronotale.

Nei sifonatteri (le comuni pulci), gli ctenidi sono le cortissime appendici articolate in tre segmenti (antennòmeri) che sporgono dal loro capo e che sono utilizzate per meglio aderire al pelo degli animali che le ospitano. Propriamente il termine viene utilizzato per il genere denominato appunto Ctenocephalides (la pulce del gatto o quella del cane, ad esempio), mentre negli altri casi si preferiscono i nomi antenne, setole o spine.

## Nei molluschi

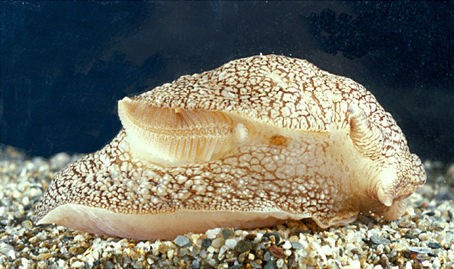
Un esemplare del gasteropode Pleurobranchaea meckelii, lo ctenidio è visibile come una struttura a forma di piuma a sinistra.

In vari molluschi lo ctenidio è l'equivalente della branchia dei pesci ed è quindi un organo di respirazione: arricchisce di ossigeno l'emolinfa (il liquido circolante dei molluschi dotati di un apparato circolatorio aperto, ovvero tutte le classi di molluschi ad eccezione dei cefalopodi, che sono dotati di apparato circolatorio chiuso) o il sangue (nel caso dei cefalopodi). L'emolinfa o il sangue ossigenati, mediante i vasi ctenidali efferenti, giungono agli atrii; a conclusione del circolo sanguigno o emolinfatico sono poi i vasi ctenidali afferenti a riportarla in ogni ctenidio per un nuovo ciclo.
Di norma gli ctenidi sono due, ma i neogasteropodi ne presentano quasi sempre uno solo e con un'unica serie di filamenti, mentre più usuale è la disposizione a doppio pettine (o bipettinata). Il loro numero comunque varia sensibilmente da classe a classe: se infatti i polmonati (le comuni chiocciole), gli scafopodi e alcuni aplacofori ne sono totalmente sprovvisti, vi sono dei poliplacofori che ne contano addirittura 80 paia. Gli ctenidi, se presenti, sono situati nella cavità palleale. 

## Negli ctenofori

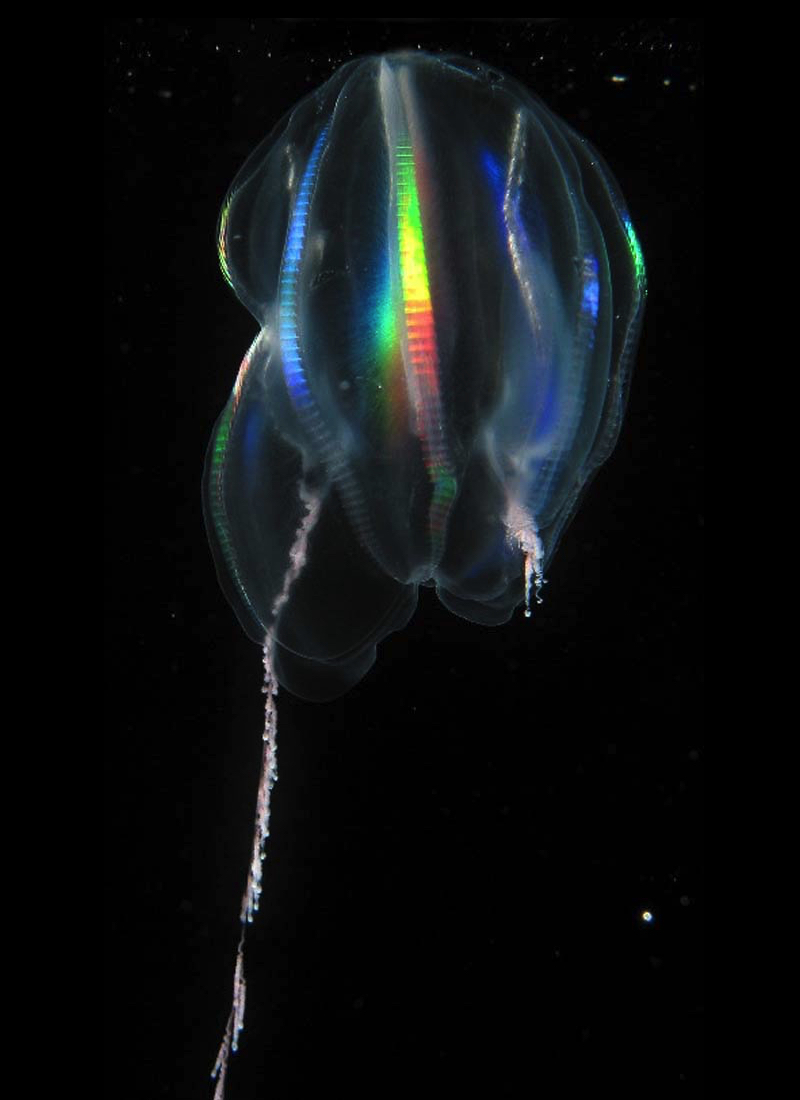
L'incidenza della luce sugli ctenidi degli ctenofori, come dimostrato da questa foto di Mertensia ovum, dà luogo a iridescenza.

Anche negli ctenofori lo ctenidio è una sorta di pettine o paletta vibratile munita di ciglia distribuite in alcune serie lungo il corpo dell'animale: battendo in modo coordinato fra loro, gli ctenidi permettono all'organismo di spostarsi lentamente nell'acqua. Tale battito coordinato è regolato da una statocisti, un organo di senso statico detto "apicale" perché posto nella parte superiore del corpo (il "polo apicale"); essa collega il sistema nervoso a ogni ctenidio e permette a ciascuna serie ciliata di vibrare con la stessa frequenza, o con frequenze diverse, a seconda del movimento che l'animale intende compiere.